# Ryō Nishiguchi
Ryō Nishiguchi (japanisch 西口 諒 Nishiguchi Ryō; * 4. November 1990 in der Präfektur Shiga) ist ein japanischer Fußballspieler.

## Karriere
Ryō Nishiguchi erlernte das Fußballspielen in der Schulmannschaft der Yasu High School und der Universitätsmannschaft der Sangyō-Universität Kyōto. Seinen ersten Vertrag unterschrieb er 2013 beim AC Nagano Parceiro. Der Verein aus Nagano spielte in der dritthöchsten Liga des Landes, der Japan Football League. 2013 wurde er mit dem Verein Meister der vierten Liga und stieg in die dritte Liga auf. Für den Verein absolvierte er 115 Ligaspiele. Im Juli 2019 wechselte er bis Saisonende auf Leihbasis zum Viertligisten MIO Biwako Shiga. Nach der Ausleihe wurde er von dem Verein aus Kusatsu fest unter Vertrag genommen. Nach drei Spielzeiten beendete er nach der Saison 2022 seine Karriere als Fußballspieler.

## Erfolge
AC Nagano Parceiro
- Japan Football League: 2013  ▲